# Orofino
Orofino és una població dels Estats Units a l'estat d'Idaho. Segons el cens del 2000 tenia 3.247 habitants.

## Demografia
Segons el cens del 2000, Orofino tenia 3.247 habitants, 1.137 habitatges, i 767 famílies. La densitat de població era de 520,2 habitants/km².
Dels 1.137 habitatges en un 28,9% hi vivien nens de menys de 18 anys, en un 54,1% hi vivien parelles casades, en un 8,4% dones solteres, i en un 32,5% no eren unitats familiars. En el 27,6% dels habitatges hi vivien persones soles el 12,8% de les quals corresponia a persones de 65 anys o més que vivien soles. El nombre mitjà de persones vivint en cada habitatge era de 2,33 i el nombre mitjà de persones que vivien en cada família era de 2,83.
Per edats la població es repartia de la següent manera: un 20,1% tenia menys de 18 anys, un 7,9% entre 18 i 24, un 30,4% entre 25 i 44, un 26,1% de 45 a 60 i un 15,6% 65 anys o més.
L'edat mediana era de 40 anys. Per cada 100 dones de 18 o més anys hi havia 143,2 homes.
La renda mediana per habitatge era de 30.580 $ i la renda mediana per família de 36.908 $. Els homes tenien una renda mediana de 30.386 $ mentre que les dones 20.968 $. La renda per capita de la població era de 14.563 $. Aproximadament el 7,6% de les famílies i el 12,1% de la població estaven per davall del llindar de pobresa.

## Poblacions més properes
El següent diagrama mostra les poblacions més properes.